# 崇覚寺 (名古屋市)
崇覚寺（そうがくじ）は、愛知県名古屋市中区橘2丁目6番37号にある真宗大谷派の寺院。山号は長嶋山。本尊は木造阿弥陀如来立像。本堂が登録有形文化財・認定地域建造物資産。
名古屋市中区橘（橘町）はかつての名古屋城下町の南端にあり、多くの寺院が集まっている。「崇」は高く聳えるものを尊ぶ意味があり、「覚」はお釈迦様の悟りを示す意味がある。

## 沿革

### 伊勢長島時代
天文年間（1532年～1555年）、伊勢国桑名郡中川村（現・三重県桑名市長島町）に崇覚寺が創建されたと伝わる。水谷左衛門大夫可高（後の安養坊）の子である水谷右衛門重直が建立し、安養坊が開基とされている。本願寺が慶長7年（1602年）に東西に分立した後は東本願寺の末寺となった。

### 堀詰町時代

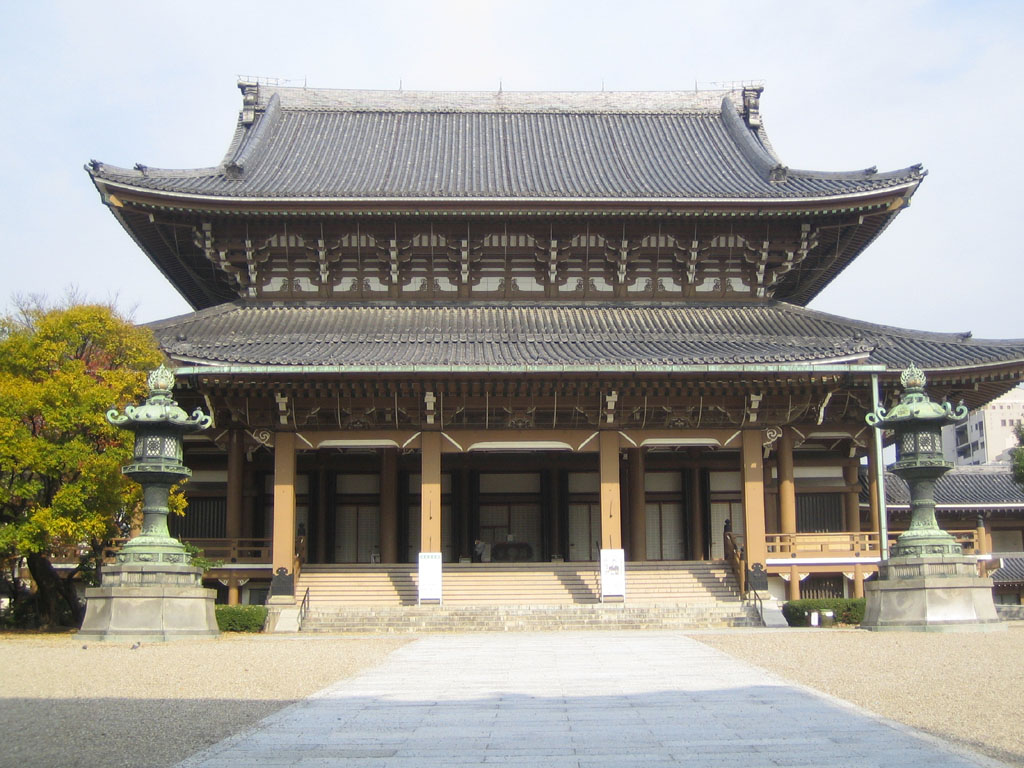
隣接地にある東別院

一族の水谷八郎左衛門が尾張藩家老の成瀬氏の用人だったことから、寛永2年（1625年）、桑名郡から名古屋城下の堀詰町に移転した。
元禄3年（1690年）には東本願寺16代の一如上人によって、名古屋城下の橘町に真宗大谷派名古屋別院（東別院）が創建されたが、崇覚寺4世の永伝と5世の宗故が中心的な役割を担ったとされる。元禄13年（1700年）2月7日、大火で本堂を焼失した。

### 橘町時代

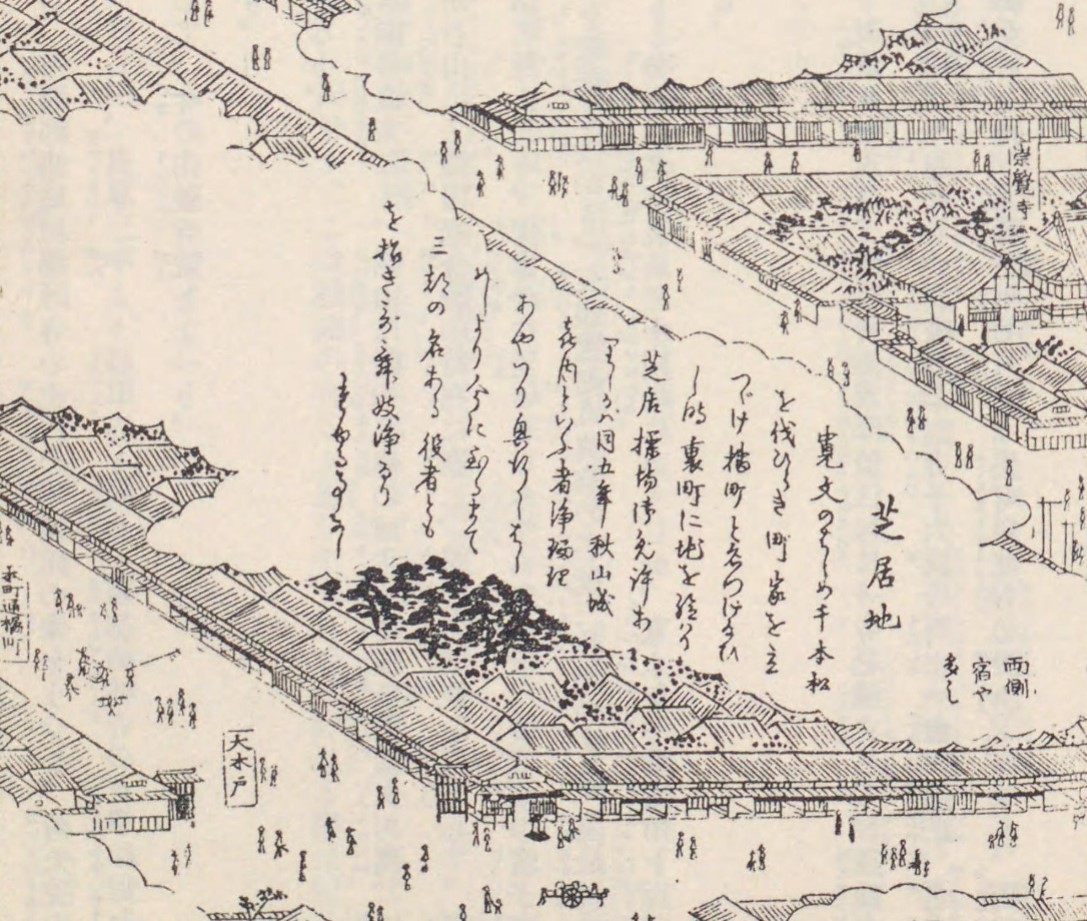
『尾張名所図会』に描かれた橘町と崇覚寺

正徳3年（1713年）6月、崇覚寺は橘町の東別院に隣接する場所に寺基を移した。東別院を建立した際の余材が用いられたとされる。享保12年（1727年）4月18日、山号を長島山とした。寛政9年（1797年）10月4日にの銘が入る梵鐘が据えられた。
橘町は名古屋城下で最も早く芝居の興行が許可された場所であり、寛文5年（1665年）から春秋2回の芝居興行が認可されていた。江戸時代には崇覚寺の南に芝居小屋（橘座）があった。
天保15年（1844年）に前編が刊行された『尾張名所図会』にも崇覚寺が描かれている。江戸末期の慶應2年（1866年）、10世秀曜と11世可定の時に、棟梁の8代伊藤平左衛門守富によって本堂が再建された。本堂の彫刻は尾張藩彫刻師を務めた早瀬長兵衛の手による。本堂の内部には全面に小組の格天井が張られているが、同時代の周辺地域で格天井を張ることができたのは東別院と崇覚寺のみとされる。
幕末から明治初期にかけて、崇覚寺の南には橘座（一時期は中村座）と呼ばれる芝居小屋があり、崇覚寺の北には市川座と呼ばれる芝居小屋があったが、1891年（明治24年）10月28日の濃尾地震では橘座も倒壊した。
1913年（大正2年）に崇覚寺で宗祖親鸞聖人650回忌が営まれた際、 狩野派の高橋清泉が650回忌の様子を描いた。太平洋戦争時には戦災を免れた。

#### 現代の動向
2009年（平成21年）には約140年ぶりに本堂の屋根瓦を葺き替え、さらに書院などの改築を行った。2011年（平成23年）秋から2012年（平成24年）3月には「金泥蓮華図」の修復が行われた。日本画家の鬼頭道恭によって本堂再建と同時期に製作された壁画であり、高さ2.7メートル×総幅22メートルの壁一面に蓮の花が描かれている。
2012年（平成24年）2月29日、本堂が名古屋市の登録地域建造物資産に登録された。2015年（平成27年）11月17日、本堂が登録有形文化財に登録された。2019年（令和元年）9月5日、本堂が登録地域建造物資産から認定地域建造物資産に移行（認定）された。

## 境内
- 本堂 - 比較的規模の大きな真宗本堂である[5]。境内の北側中央に南面している[5]。登録有形文化財[2]・認定地域建造物資産[3]。
- 玄関
- 庫裏
- 東山門
- 西山門
- 手水舎

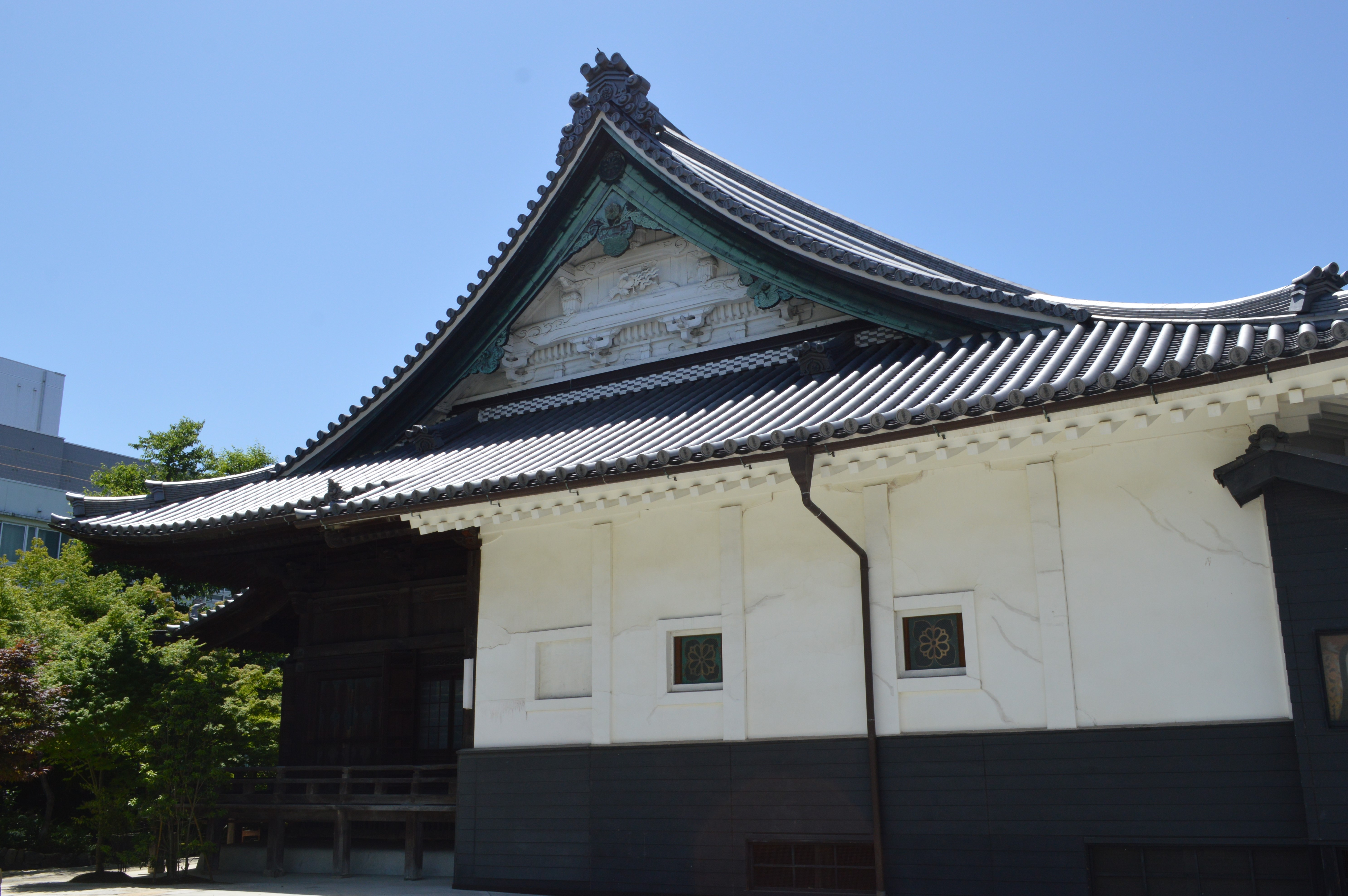
本堂
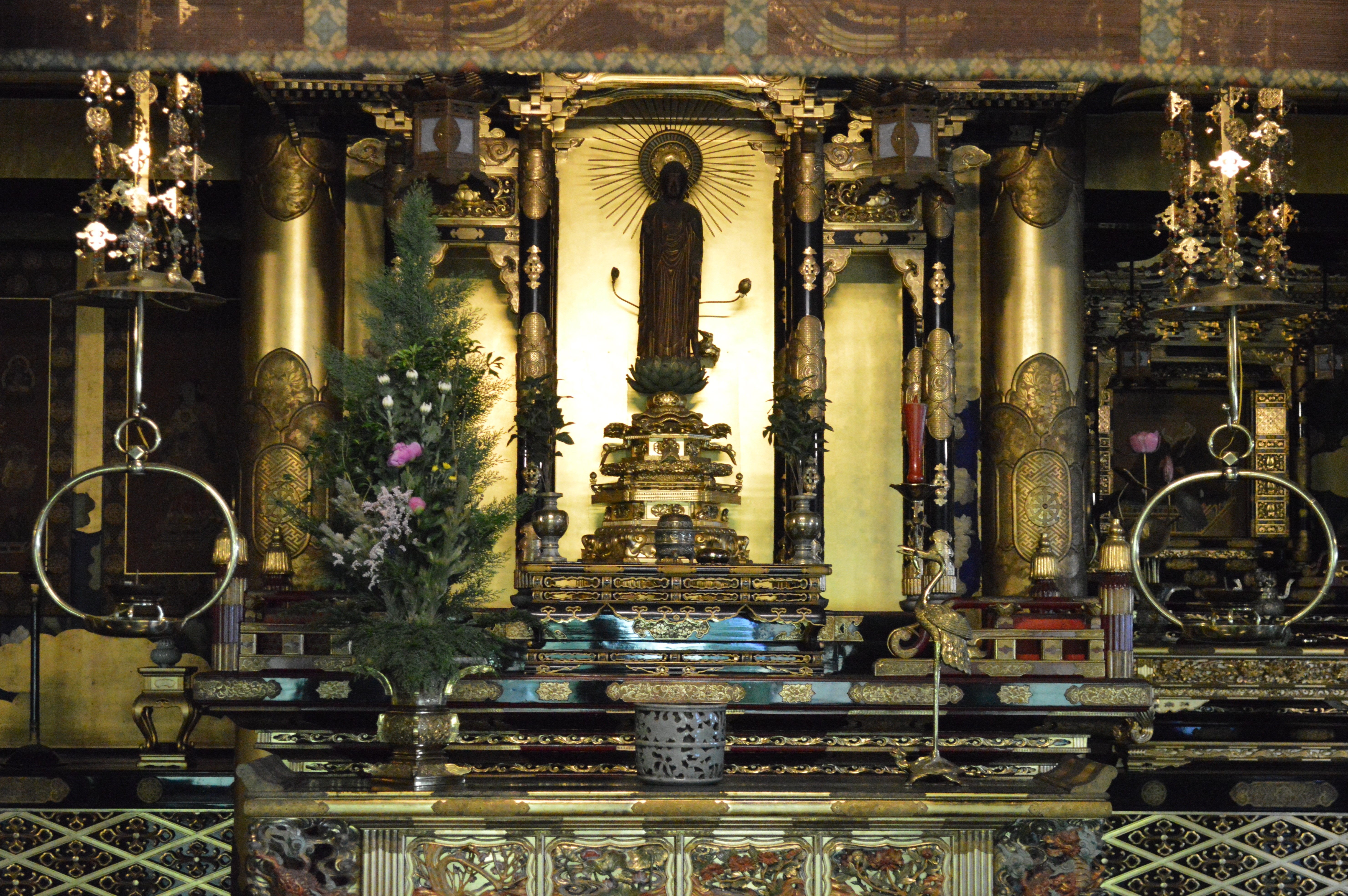
内陣
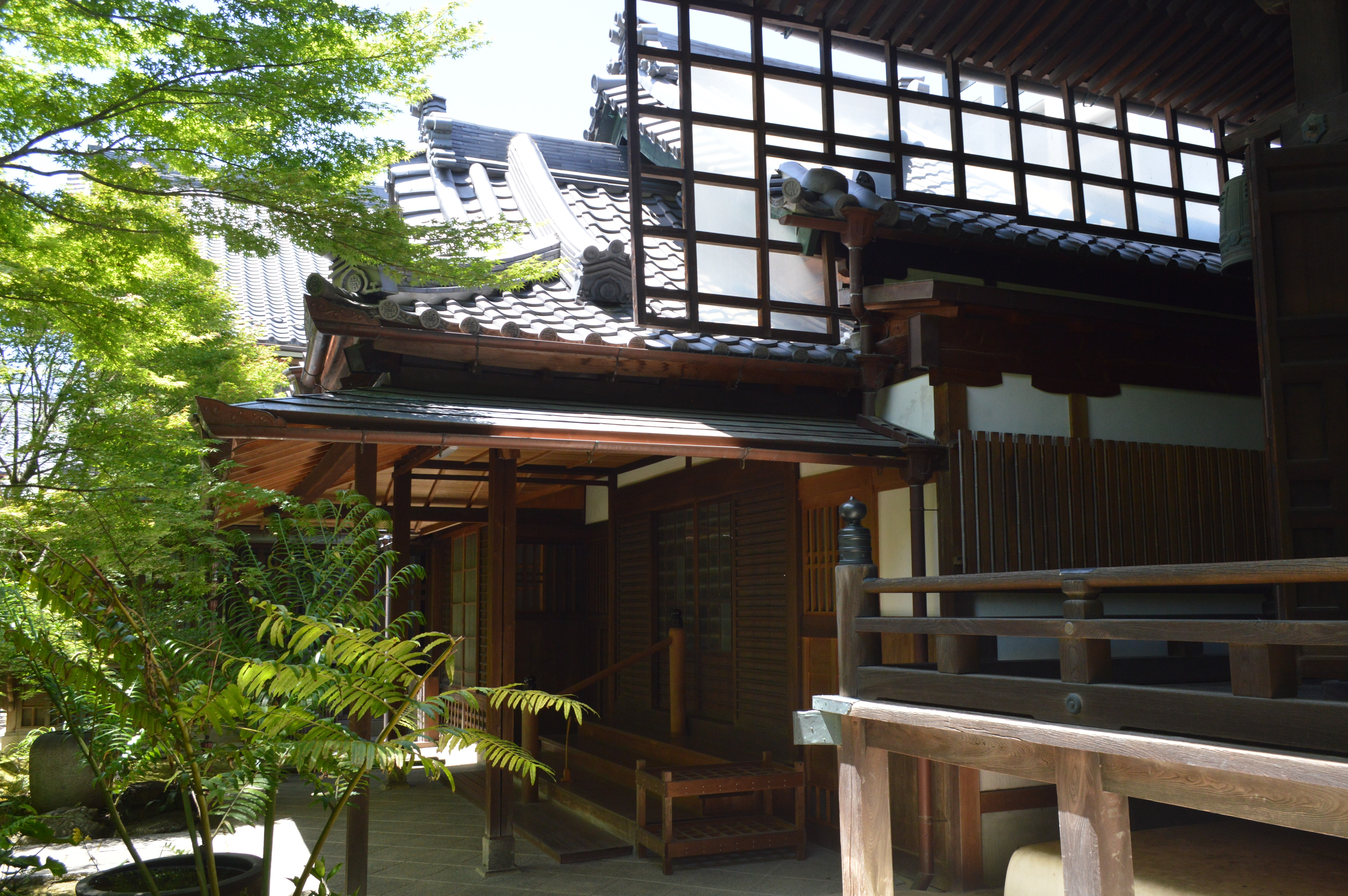
玄関
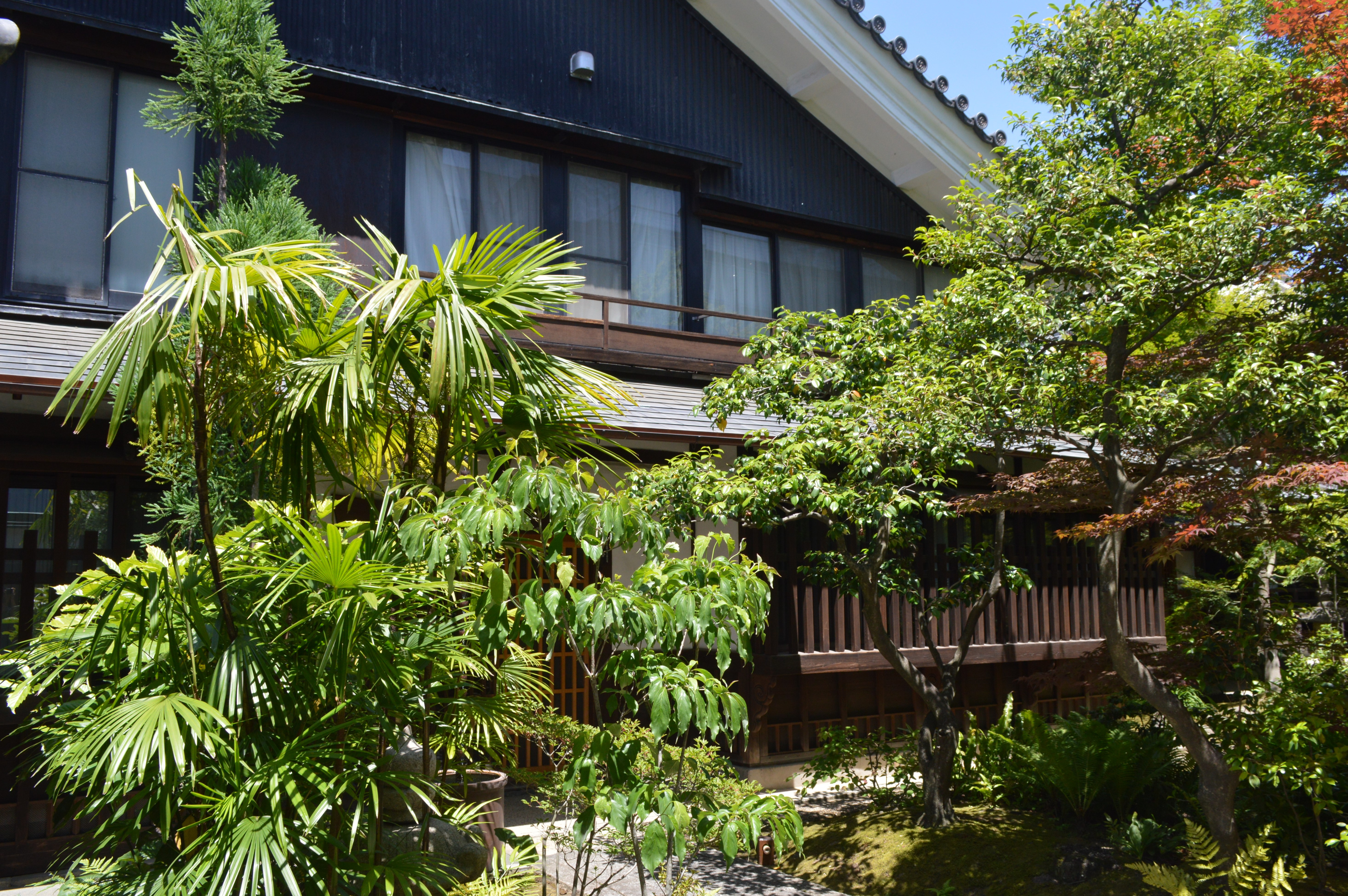
庫裏
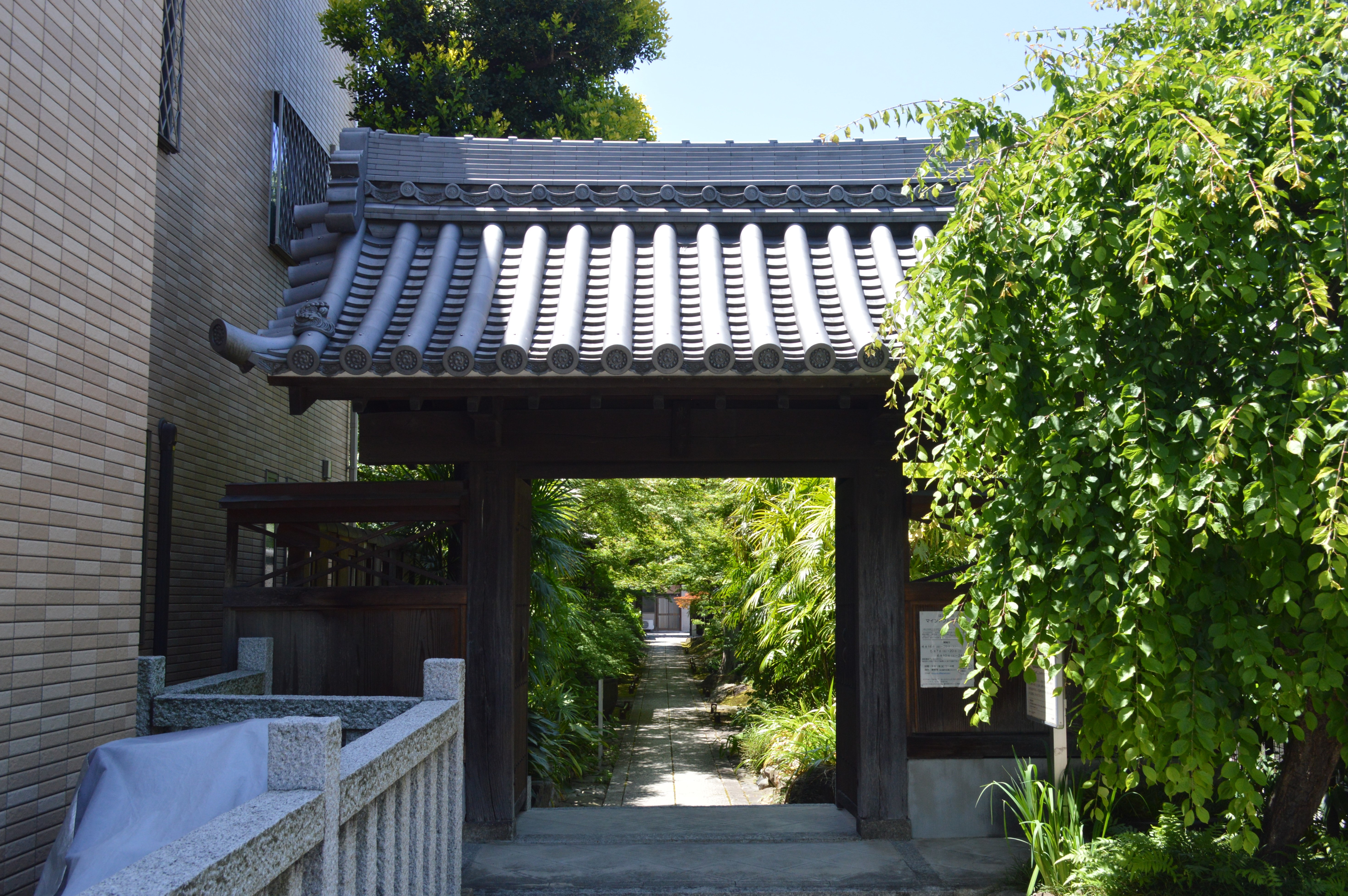
東山門
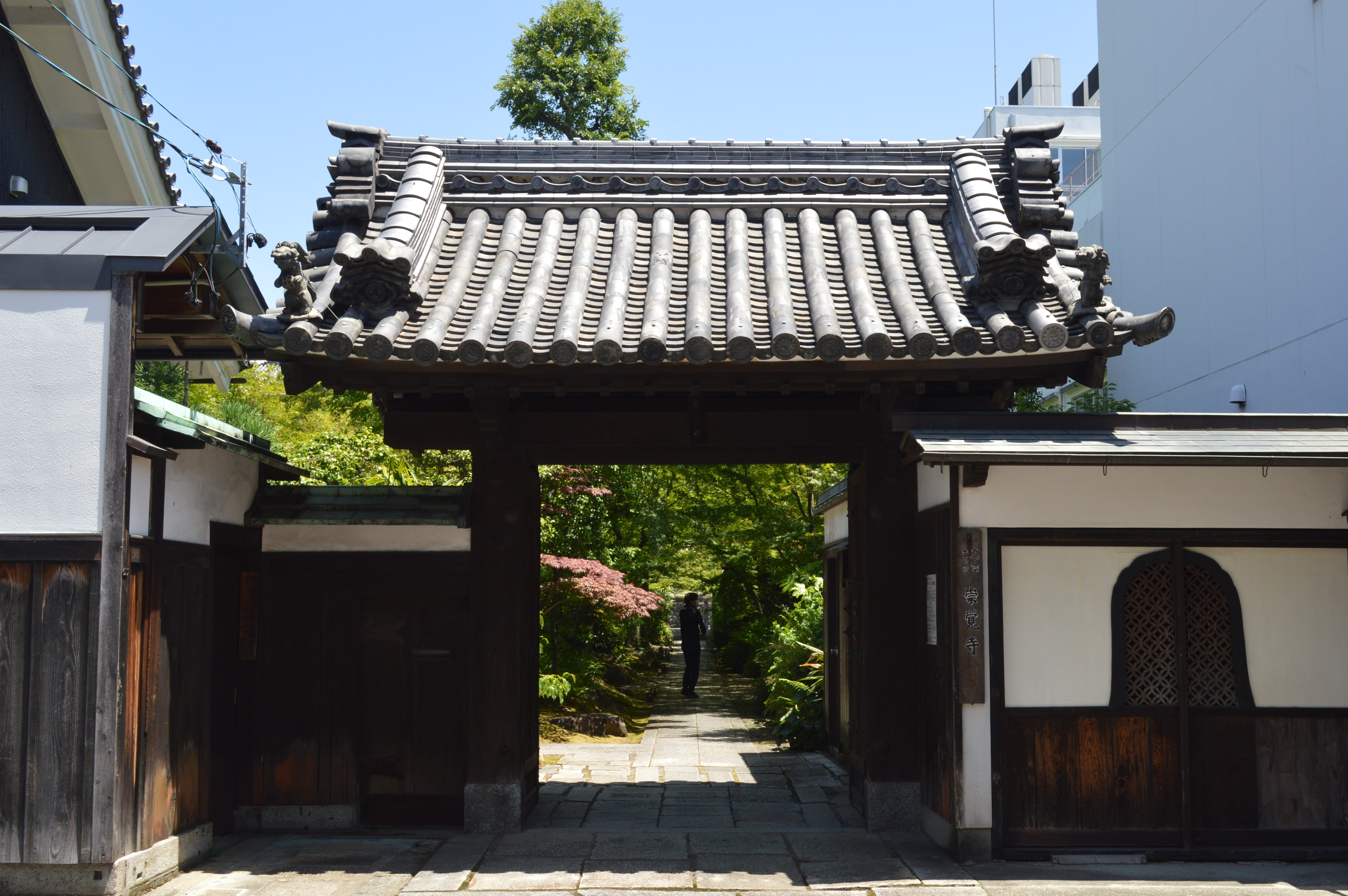
西山門
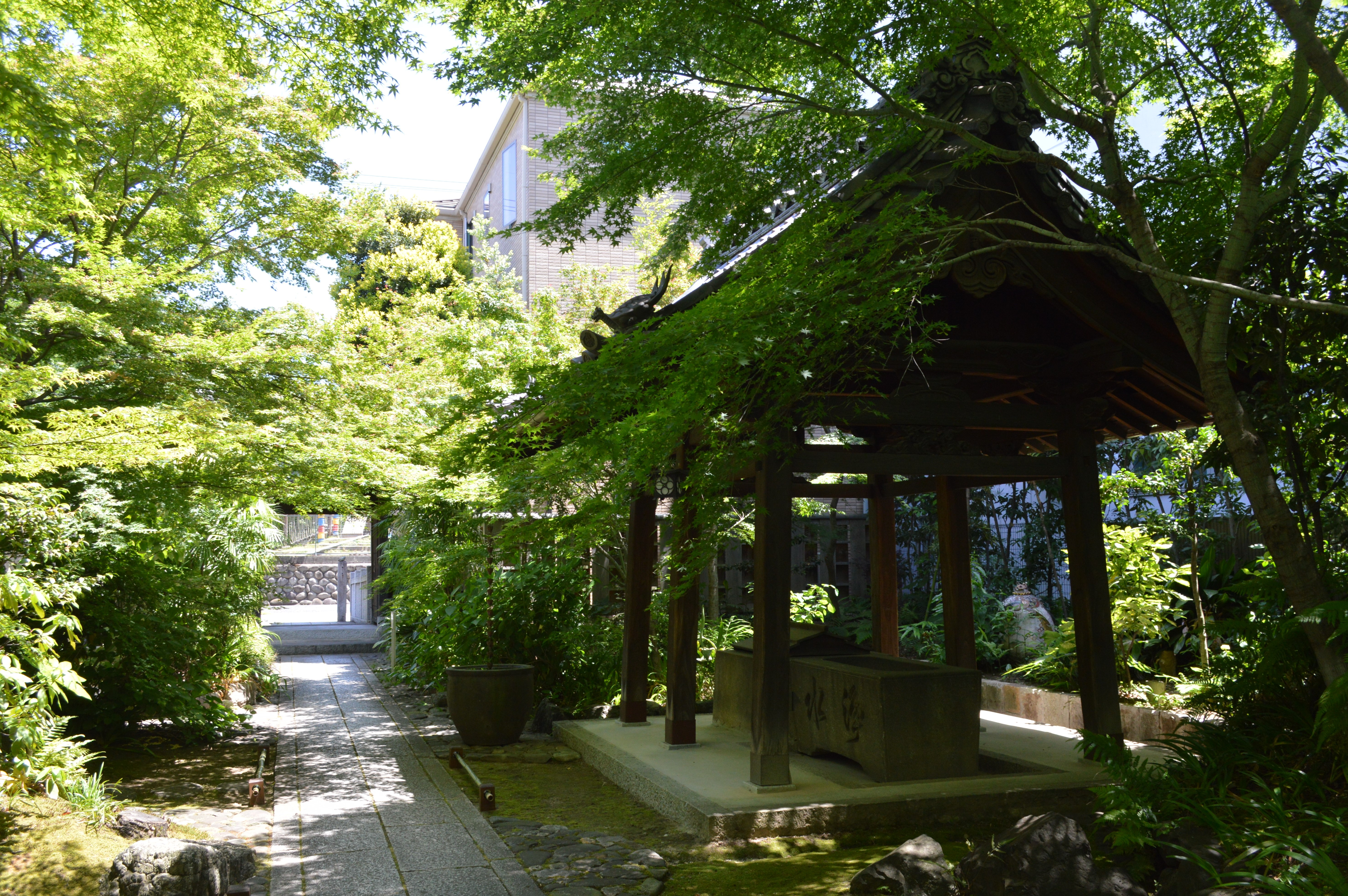
手水舎

## 現地情報
所在地
460-0016 愛知県名古屋市中区橘2丁目6番37号
交通アクセス
名古屋市営地下鉄名城線東別院駅から徒歩